# Senza
Senza is een Italiaanse muziekterm en betekent zonder. De term wordt gebruikt in combinatie met een andere aanwijzing. Dit kunnen zowel aanwijzingen zijn voor een bepaalde speeltechniek, de voordracht, het te spelen tempo, etc. Een voorbeeld hiervan is de aanwijzing senza vibrato (niet trillen, dat wil zeggen zonder fluctuatie in toonhoogte). De aanwijzing is tegengesteld aan de aanwijzing con, wat met betekent.